# Johannes Hermanus Gunning (1858-1940)
Johannes Hermanus Gunning (J. Hzn) (Hilversum, 23 januari 1858 – Amsterdam, 20 juni 1940) was een Nederlands predikant en publicist.

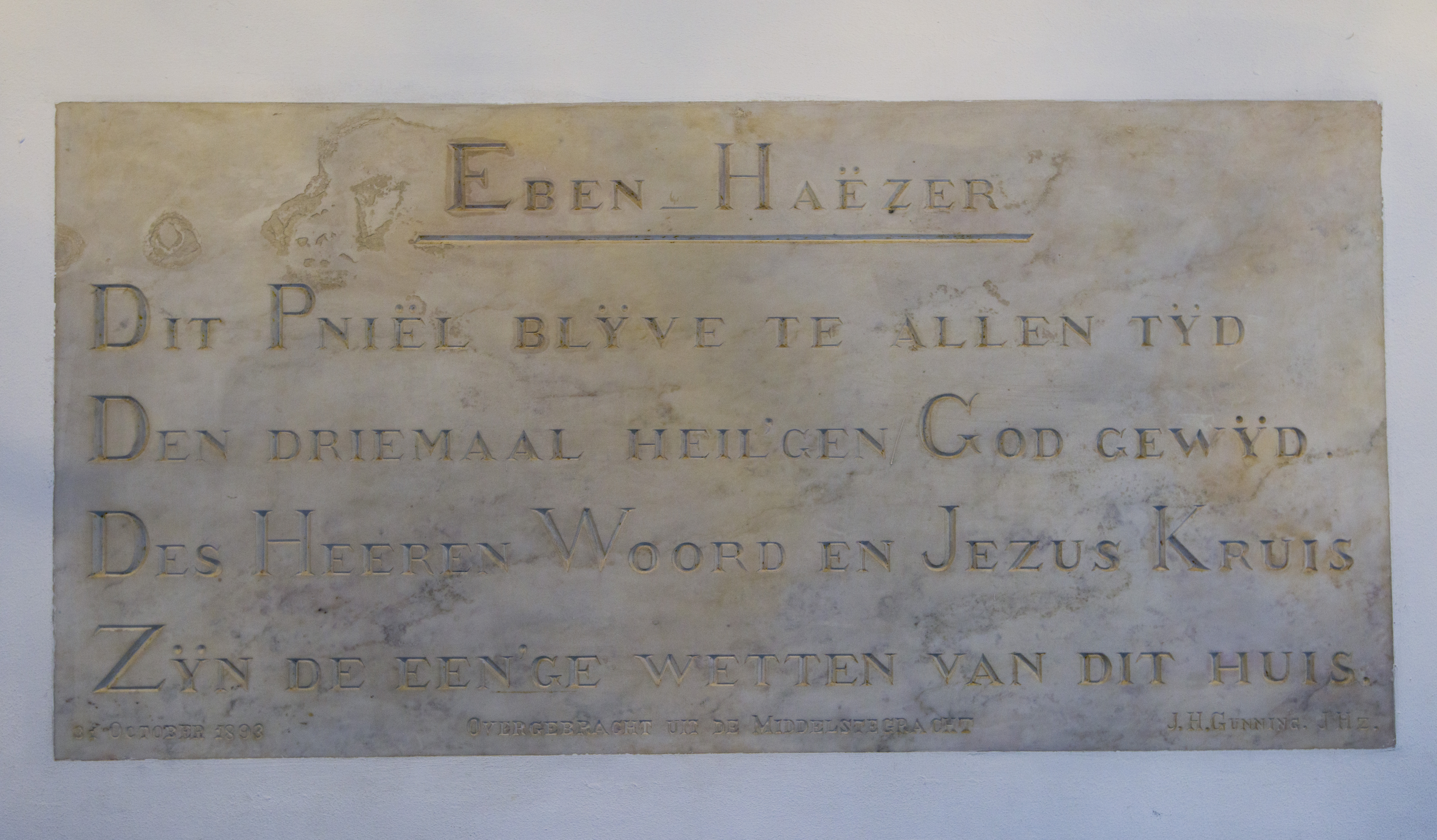
Door J.H. Gunning opgerichte gedenksteen in het evangelisatiegebouw Pniël te Leiden

## Studie
Johannes Hermanus Gunning (J. Hzn), lid van de familie Gunning en zoon van de hoogleraar en theoloog Johannes Hermanus Gunning jr en Johanna Hoog, studeerde evenals zijn vader theologie aan de Rijksuniversiteit Utrecht, waar hij in 1881 promoveerde op een proefschrift over de goddelijke vergelding. Aanvankelijk wilde hij letteren gaan studeren, maar een ernstige ziekte van zijn vader bracht hem op andere gedachten. Een aanbod om als journalist te gaan werken voor 'De Standaard' van Abraham Kuyper sloeg hij af, omdat hij zich geroepen voelde voor het ambt van predikant.

## Loopbaan
Na zijn studie werd Gunning achtereenvolgens predikant te Wilhelminadorp (1881-1884), Bennebroek (1884-1887), Gouda (1887-1891), Leiden (1891-1894), Utrecht (1894-1913) en Serooskerke (1920-1924). In Gouda trok hij van leer tegen de gewoonte van de ouderlingen om na het heilig avondmaal een paar flessen avondmaalswijn soldaat te maken. Ook trachtte hij tevergeefs de Goudse kermis op zondag te verbieden en noemde de gemeenteraadsleden die tegen dit verbod waren volstrekt ongeschikt om de stad te besturen. Een kortdurend predikant-directeurschap van het diaconessenhuis in Haarlem in 1913/1914 werd geen succes.

## Publicist
In zijn Leidse periode richtte hij het weekblad Pniël op en stichtte hij er een evangelisatiegebouw met dezelfde naam. Gunning schreef biografieën over onder meer William Booth (1829-1912), de stichter van het Leger des Heils, kardinaal John Henry Newman (1801-1890) en over de bevindelijke predikanten Huibert Jacobus Budding (1810-1870) en Hermanus Willem Witteveen (1815-1884). Daarnaast schreef hij een zesdelige biografie over het leven en werk van zijn vader Johannes Hermanus Gunning jr (1829-1905). Met de priester-politicus Schaepman voerde hij een heftige polemiek, hetgeen resulteerde in Een woord van Protestantsch verweer (1891). In hetzelfde jaar waarin het eerste nummer van Pniël verscheen, 1892, werd ook Ga niet alleen door 't leven gepubliceerd, een lied voor twee stemmen en orgel- of piano-begeleiding. De tekst ervan was een vertaling van Geh' nicht allein durchs Leben, van E. Quand. De melodie werd door Gunning gecomponeerd. Het werd negen maal herdrukt en ook in andere talen uitgegeven.

## Huwelijk
Johannes Hermanus Gunning J.Hzn. trouwde op 11 november 1881 met Tobina Adriana Pijnacker Hordijk (1861-1944) te Naaldwijk.

## Selectie uit zijn publicaties
- Het lied der liefde. Salomo's hooglied in dichtmaat overgebracht, Utrecht, 1880.
- De profeet Jeremia, een voorlezing gedeeltelijk in poëzie, Goes, 1883.
- Leven en arbeid van H.J. Budding, Goes, 1883.
- De kritische beschouwing van Israëls geschiedenis, Haarlem, 1884.
- De godspraak van Amos vertaald en verklaard, Leiden, 1885.
- Een woord van Protestantsch verweer, 1891.
- Leven en arbeid van H.W. Witteveen, 1891.
- De Bijbel voor kinderen, 1893.
- Het Lam Gods op Golgotha. De zeven kruiswoorden des Heilands voor de gemeente des Heeren verklaard, 1904.
- Leven en werken van Prof. Dr J.H. Gunning Jr., 1923.
- John Henry Kardinaal Newman, 1933.
- William Booth, een strijder Gods, 1936.

- Biografisch Portaal: 56035107
- Digitale Bibliotheek voor de Nederlandse Letteren: gunn004
- MusicBrainz: 70fb5836-9cb6-4a10-8db3-c64dca49bd13
- Nederlandse Thesaurus van Auteursnamen: 068767617
- Istituto Centrale per il Catalogo Unico: IEIV139883
- Virtual International Authority File: 285575284
- WorldCat: E39PBJmDh796wjwYYBdyYpP4v3